# Марта Санчез
Марта Санчез (шп. Marta Sánchez López; 8. мај 1966, Коруња)  је шпанска певачица. Продала је више од 10 милиона албума.

## Дискографија
- 1993: Mujer
- 1994: woman
- 1995: Mi mundo
- 1997: Azabache
- 1998: Desconocida
- 2002: Soy yo
- 2007: Miss Sánchez
- 2015: 21 días